# 史帶
史帶（Neil Starr或CV Starr，1892年10月15日—1968年12月20日）是一名美国企業家，美亚保险公司和美國國際保險集團創始人。
史帶的父母有英国和荷兰血统。他的父亲是一名铁路工程师 。1910年到1911年，史帶在加州大学伯克利分校就读，不過不久就退學。他19歲時開始出售冰淇淋。
1918年，史帶加入美军，但由于第一次世界大战已经结束，因此史帶並未前往美國國外參戰。之後史帶來到日本横滨，擔任花旗轮船公司业务员。同年下半年，他前往上海，在几家保险公司工作。1919年，史帶創辦美亞保險公司。1921年創辦友邦人壽保險公司，後來又創辦友邦水火保險公司。1939年，由於中日戰爭的影響，美亞將總部從上海遷往美国纽约。在第二次世界大战期间期间，史帶為战略情报局工作，并且為克莱尔·陈纳德服務。1951年6月，有鑒於中國共產黨統治下的嚴峻形勢，美亞將所有業務撤出上海。
1955年，史帶创立了史帶基金會。1967年，史帶建立美國國際保險集團。1968年，史帶去世后其大部分資產捐給了史帶基金會。

## 以他命名的事物
- 香港大学施德堂（Starr Hall, HKU）
- 復旦大學管理學院史帶樓（Starr Building）[7]